# لورال أشلي أوهارا
لورال اشلي أوهارا (بالإنجليزية: Loral Ashley O'Hara) وهي رائدة فضاء في ناسا لعام 2017. وهي مهندسة بحث في معهد وودز هول لعلوم المحيطات.

## حياتها
ولدت لورال أوهارا في هيوستن، تكساس. ترعرعت في ضاحية شوجر لاند، بولاية تكساس. لا يزال والدها ستيف وسيندي يقيمان هناك. بدأت لورال عملها كطيارة خاصة وفنية في حالات الطوارئ الطبية
من هوايات لورال: السفر وركوب الأمواج والغوص و الطيران والإبحار و التزلج والتنزه و استكشاف الكهوف والقراءة و والرسم.

## تعليمها
تخرجت أوهارا من مدرسة ويليام ب. كليمنتس الثانوية في شوجر لاند في عام 2001. حصلت على درجة البكالوريوس في العلوم في هندسة الطيران من جامعة كانساس في لورانس (كانساس). في عام 2005 ودرجة الماجستير في العلوم في علم الطيران والملاحة الفضائية من جامعة بيردو، في ويست لافاييت، إنديانا في عام 2009. شاركت وهي طالبة في برنامج KC-135 للحد من مخاطر الجاذبية للطلاب في أكاديمية ناسا في مركز جودارد لرحلات الفضاء التابع للوكالة، وبرنامج التدريب في مختبر الدفع النفاث التابع لوكالة ناسا.

## الجوائز والتكريمات
- زمالة البحث العلمي في مؤسسة العلوم الوطنية (2008).[4]
- متحدثة في برنامج تيد إكس (2015).[5]